# HOSI Salzburg

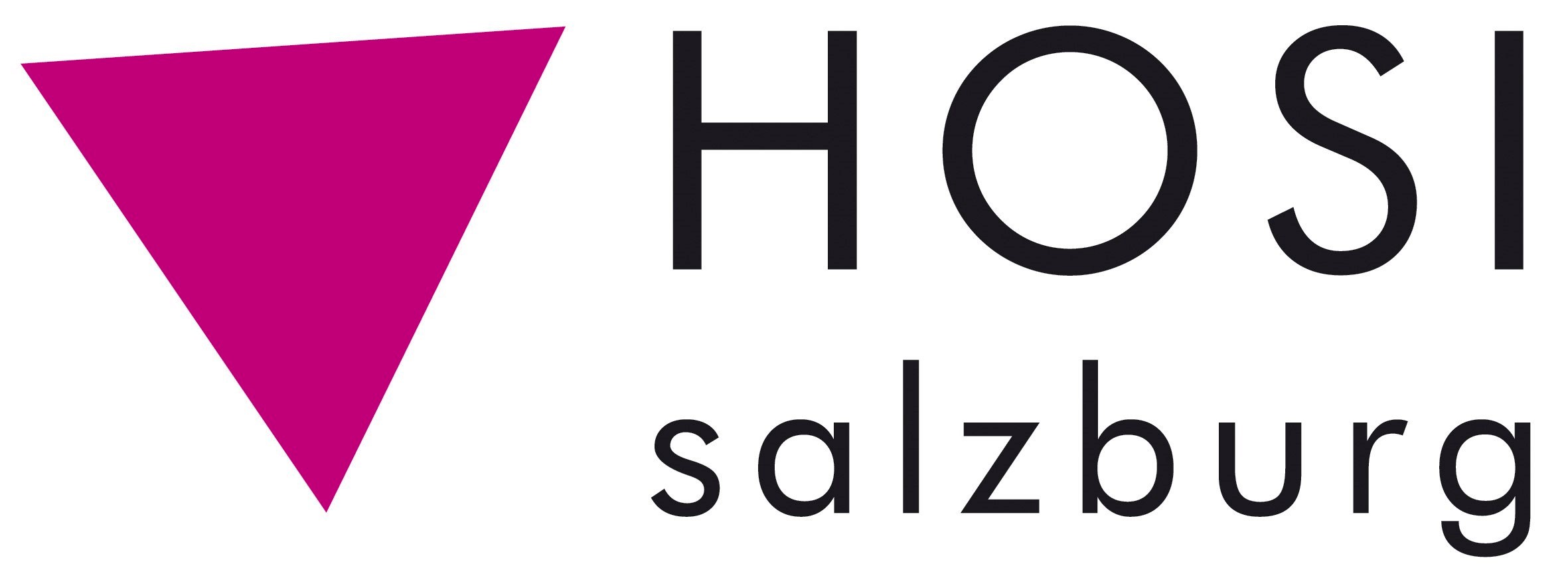
HOSI-Logo 2011–2022

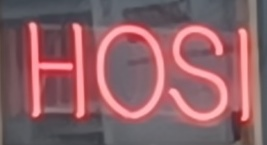
Neon Art Sign HOSI

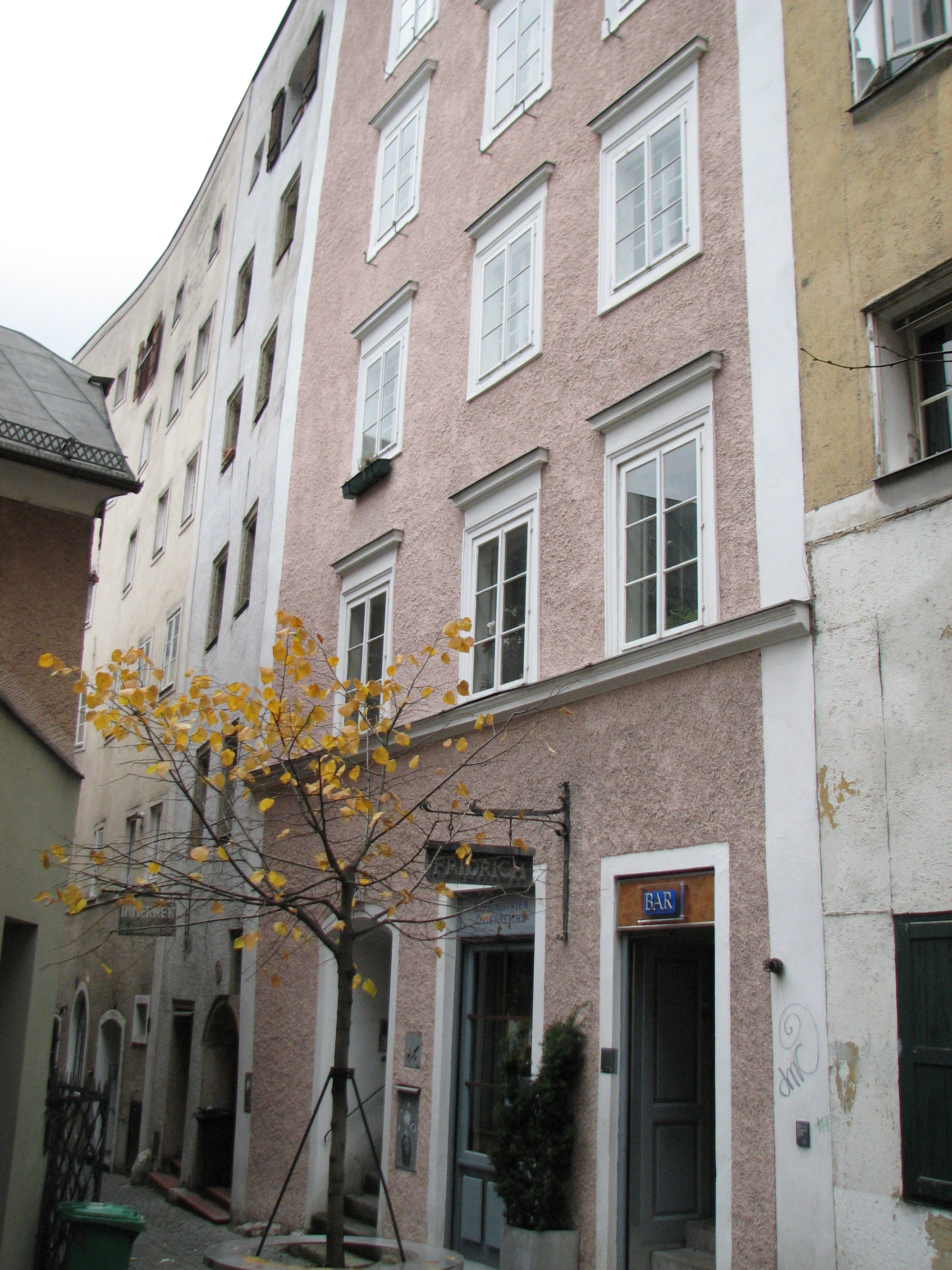
2. Stock 1980: Gründung der HOSI

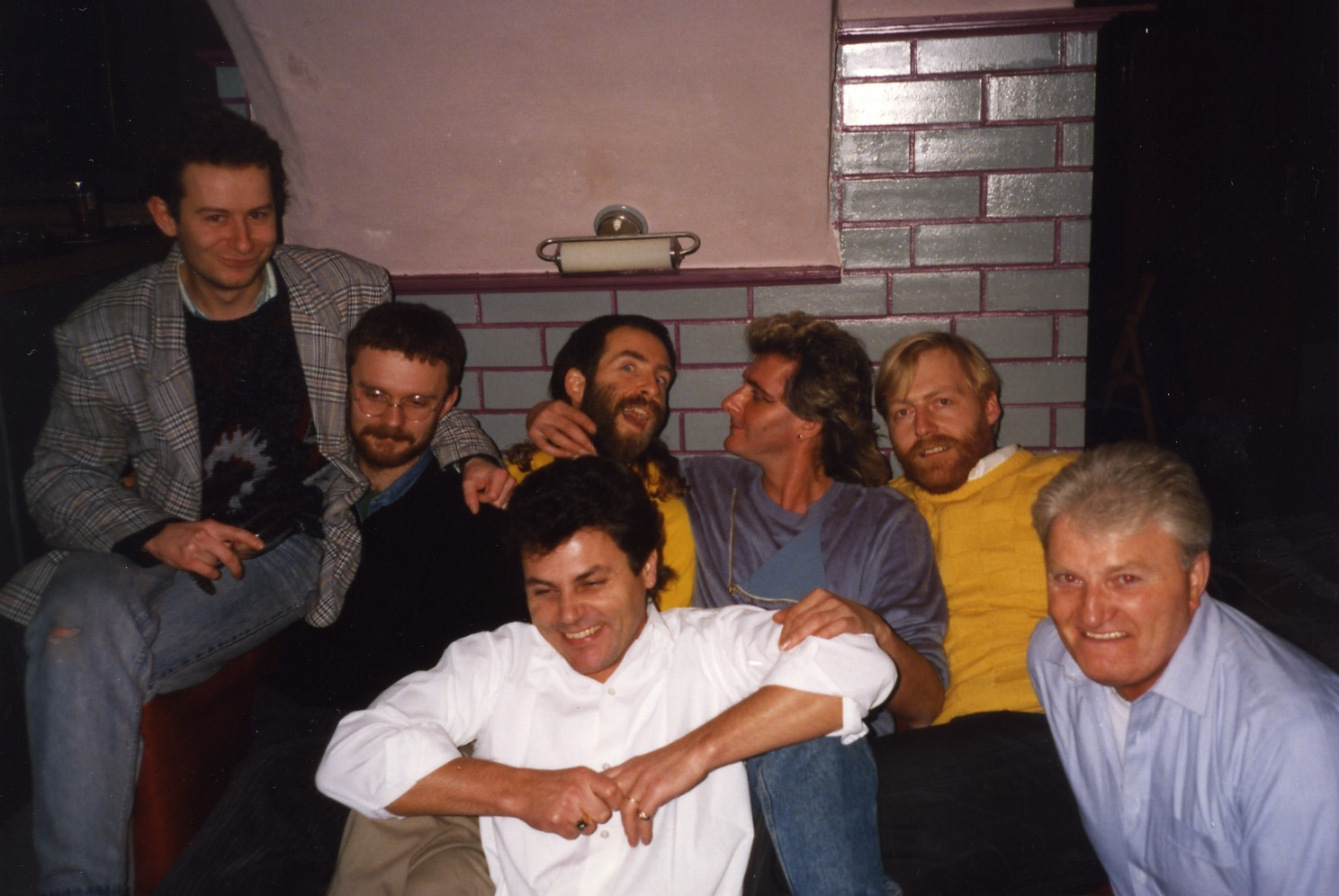
Mülln ~1989, mittig hinten: Besuch aus San Francisco

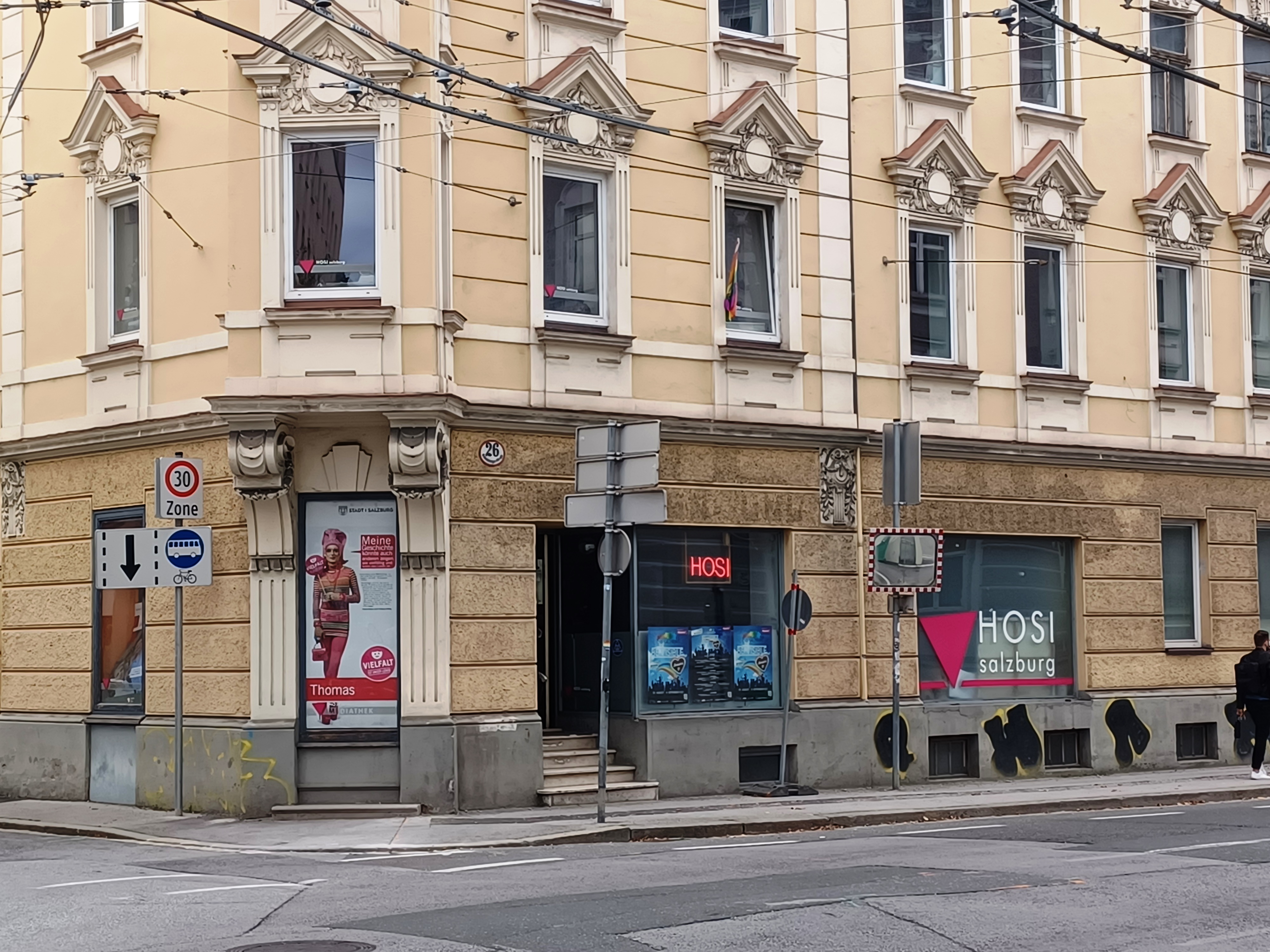
Vereinszentrum 2010–2023

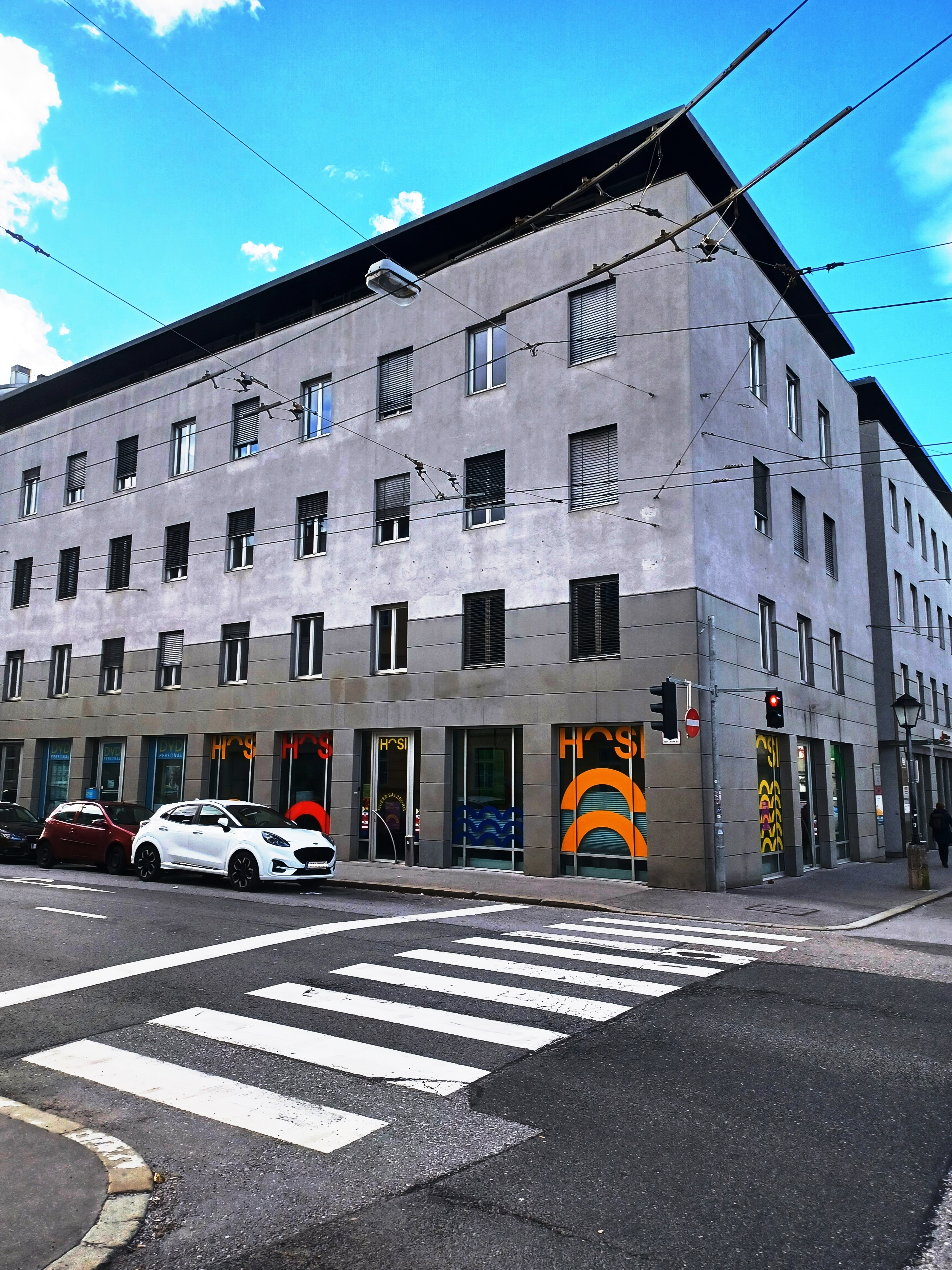
HOSI Salzburg seit 2023

Die Homosexuelle Initiative Salzburg (HOSI Salzburg Homosexuelle Initiative Salzburg) ist ein eigenständiger, seit 1980 existierender Verein, der vor allem für die Gleichstellung und Entdiskriminierung von Schwulen und Lesben im Land Salzburg eintritt. Er ist als Homosexuelle Initiative Mitglied der International Lesbian and Gay Association (ILGA).

## Vereinsgeschichte
Die HOSI Salzburg wurde im Frühjahr 1980 durch vier Proponenten, einer Frau und drei Männern, in der Steingasse 15 ins Leben gerufen. Durch den Bescheid des Bundesministeriums für Inneres vom 19. Juni 1980 war der Verein Männergruppe Salzburg - Homosexuelle Initiative „existent geworden“. Im Vorstand des Vereins war (1981–1986) auch die namhafte  österreichische Politikwissenschaftlerin, Journalistin und Feministin sowie Lesben- und Schwulenaktivistin Gudrun Hauer vertreten. Vereinstreffen waren jeden 1. Dienstag im Monat in der Steingasse 15, 2. Stock. Später fanden die Vereinstreffen an anderen Privatadressen statt (u. a. Alpenstr. 40, Laufenstr. 58, Resatzstraße 8), dann im Zirkelwirt und in der ARGEkultur Salzburg. Das erste Vereinszentrum wurde im Dezember 1988 in Mülln eröffnet (Müllner Hauptstr. 11), das im Jahr 2010 nach Schallmoos übersiedelte (Gabelsberger Str. 26). Seit Jänner 2023 befindet sich das Vereins- und Informationszentrum HOSI Salzburg in der Neustadt, an der Ecke Franz-Josef-Straße/Paris-Lodron-Straße (Anschrift: Franz-Josef-Str. 22, 5020 Salzburg). Mit Bescheid vom 6. Mai 1994 erging die Umbenennung in Homosexuelle Initiative Salzburg, mit einem weiteren vom 17. April 2008 in HOSI Salzburg Homosexuelle Initiative Salzburg.

## Ziele
Allgemeines Vereinsziel ist die Enttabuisierung des Themas Homosexualität. Mit Slogans wie: „es ist normal, verschieden zu sein“ soll ein demokratiepolitischer Prozess angestoßen oder gelenkt werden, der zur sog. „Normalisierung der Gesellschaft“ führt, in der Minderheiten nicht (mehr) diskriminiert werden.

## Tätigkeit
Die Vereinsarbeit erfolgt überwiegend ehrenamtlich und der Verein ist grundsätzlich basisdemokratisch organisiert. Die HOSI Salzburg versteht sich als überparteilich und überkonfessionell. Nahezu die Hälfte der Mitglieder besteht aus Frauen.
Der Verein bietet insbesondere Beratung für Lesben, Schwule und Transgender und deren Angehörige an und leistet Aufklärungsarbeit durch Workshops und Seminare zum Thema (Homo-)Sexualität u. a. in Schulen, Jugendzentren etc.
BIZ – das Beratungs- und Informationszentrum: Im BIZ (Eingang Franz-Josef-Str. 22) werden Einzelberatungen angeboten. Diverse Gruppen treffen sich im selben Vereinszentrum, Eingang Paris-Lodron-Str. 15.

### HOSI-Gruppen
- Junge HOSI
- Trans*Stammtisch
- Ladies Night
- Regenbogenfamilien
- LMC Salzburg
- queere Kinogruppe
- Fußball (Damenfußball)

### Beratung
Peer-Beratung
Variationen der Geschlechtsmerkmale / Inter* / Intergeschlecht

### Bibliothek
Die Bibliothek der HOSI Salzburg befindet sich direkt im Beratungs- und Informationszentrum in der Franz-Josef-Straße 22. Sie bietet rund 2.000 Bücher aus den Bereichen Sachbuch und Belletristik sowie mehr als 350 Spielfilme und Dokumentationen auf DVD. Die HOSI-Bibliothek ist eine der größten medialen Sammlungen Österreichs zu den Themen Homosexualität, Transidentität und Intersex und ermöglicht Mitgliedern, alle Bücher und Filme kostenfrei auszuleihen.

### Bildung
Lernerfolg, Erfolg im Beruf; Kreativität und Produktivität werden u. a. durch erworbene Ressourcen und ein allgemeines Wohlbefinden mitbestimmt. Einen großen Einfluss haben soziale und persönliche Ressourcen. Menschen sind produktiver, belastbarer, selbstbewusster und kreativer, wenn sie unterstützende Kollegen und Vorgesetzte vorfinden und in Folge ein kohärenteres Selbstkonzept entwickeln können (Semmer & Udris, 2017). Studien zeigen, dass LGBTIQ*-Personen sich häufig nicht trauen, ihr eigenes Selbst, ihre bestimmende Identität am Arbeitsplatz und in der Schule zu zeigen. Für sie brechen dadurch wichtige Ressourcen im Arbeitsalltag weg. Zudem unterliegen sie aufgrund des Minortätenstresses, der Diskriminierung- und der Ausgrenzungserfahrungen hohen Belastungen. LGBTI-Personen sind daher gefährdet, psychisch zu erkranken.
Dem will die HOSI Salzburg im Vereinszentrum entgegenwirken mit der Formulierung: „Lassen Sie uns gemeinsam einen diversen, offenen und diskriminierungsfreien Raum schaffen, in dem sich Jede*r selbst entfalten kann, zu seiner*/ihrer* Identität stehen darf und somit ein produktiver, innovativer und kreativer Raum geschaffen wird“.

## Publikationen
- HOSI Salzburg (Hrsg.): „Das ist wie mit Rauschgift“. Salzburgs Stadtpolitiker im Gespräch zum Thema Homosexualität. Eigenverlag, Salzburg 1995.
- Nikolaus Schwandl: Gesundheitsrisiko Diskriminierung. Eine Abschlußarbeit im Rahmen der Sonderausbildung für Gesundheitsprävention. Hrsg.: HOSI Salzburg. Eigenverlag, Salzburg 1996.
- Lisa Oberparleiter: Männer, die Männer lieben und ihre Gesundheit. Eine empirische Studie zum Sexualverhalten von homosexuell lebenden und liebenden Männern. Hrsg.: HOSI Salzburg. Eigenverlag, Salzburg 1997.